# Chris James (giocatore di football americano)
Chris James (...) è un ex giocatore di football americano statunitense con passaporto trinidadiano, che ha giocato come defensive lineman.
Dopo aver giocato per la squadra universitaria dei Central Washington Wildcats, è passato a giocare in Austria, prima ai Vienna Vikings e poi ai Tirol Raiders.

## Palmarès
- Austrian Bowl (Vienna Vikings: 2009)